# Niniano
Niniano (séc. IV-V) é um santo cristão mencionado pela primeira vez no século VIII como sendo um dos primeiros missionários entre os povos pictos que viviam no território da moderna Escócia. Por isto, é conhecido como Apóstolo dos Pictos Meridionais e há diversas igrejas dedicadas a ele nas regiões de herança cultural picta, como as Terras Baixas Escocesas, onde é conhecido também como Ringan, e o norte da Inglaterra, de herança nortúmbria, onde é chamado também de Trynnian.
O principal santuário de São Niniano ficava em Whithorn, em Dumfries and Galloway, onde é associado com a Candida Casa ("Casa Branca"). Nada se sabe sobre seus ensinamentos e não uma fonte autoritativa sobre sua vida.
Uma ligação entre a tradição de São Niniano e a pessoa que de fato aparece no registro histórico não foi ainda confirmada, embora Finiano de Moville esteja se destacando como principal candidato. Este artigo trata da origem e dos detalhes do que ficou conhecido como o São Niniano "tradicional".

## Contexto
Os pictos meridionais são os pictos encontrados ao sul das montanhas conhecidas como Mounth, que atravessam a Escócia ao norte dos estuários (firth) do Clyde e do Forth. Que a região já havia sido cristã no passado é sabido por causa de uma menção a eles numa carta do século V de São Patrício ("Carta a Corótico"), na qual ele faz referência a ele como os "pictos apóstatas". Patrício certamente não estava se referindo aos pictos setentrionais, convertidos por São Columba no século VI, pois eles ainda não eram cristãos e, por isso, não podiam ser chamados de "apóstatas". A Nortúmbria havia estabelecido uma diocese entre os pictos meridionais em Abecorn, em 681, sob o comando do bispo Trumwine, mas abandonou a empreitada logo depois que os pictos derrotaram os nortúmbrios na Batalha de Dun Nechtain em 685.
O cristianismo floresceu em Galloway no século VI. Na época do relato de Beda, em 731, os nortúmbrios já tinham uma relação ininterrupta com Galloway por um século ou mais, começando com o estado predecessor da Nortúmbria, Bernícia, mas a natureza real desta relação é incerta. Também nesta época, a Nortúmbria estava fundando dioceses em sua esfera de influência, todas subordinadas ao arcebispo de Iorque. Uma delas foi fundada em Whithorn em 731 e o relato de Beda serve como suporte para sua legitimidade. O nome bernício "hwit ærn" é a forma inglesa antiga para o latim "candida casa" ("casa branca") e sobreviveu na forma inglesa moderna Whithorn.
Até o momento não existe uma ligação inconteste entre o registro histórico e a pessoa citada por Beda como sendo Niniano. Porém, a improbabilidade de que um historiador de boa reputação como Beda tenha inventado Niniano sem alguma base no registro histórico combinada com o crescente conhecimento sobre os primeiros santos irlandeses e as antigas conexões cristãs de Whithorn resultaram em sérios esforços acadêmicos para se encontrar a real pessoa por trás do relato de Beda. James Henthorn Todd, em sua publicação "Leabhar Imuinn" ("O Livro dos Hinos da Antiga Igreja da Irlanda"), de 1885, sugeriu que ele seria Finiano de Moville e esta teoria ganhou tração entre os acadêmicos modernos.

## História tradicional

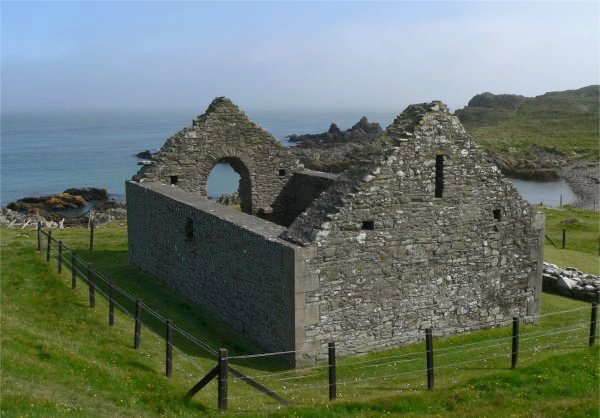
Capela de São Niniano, em Whithorn.

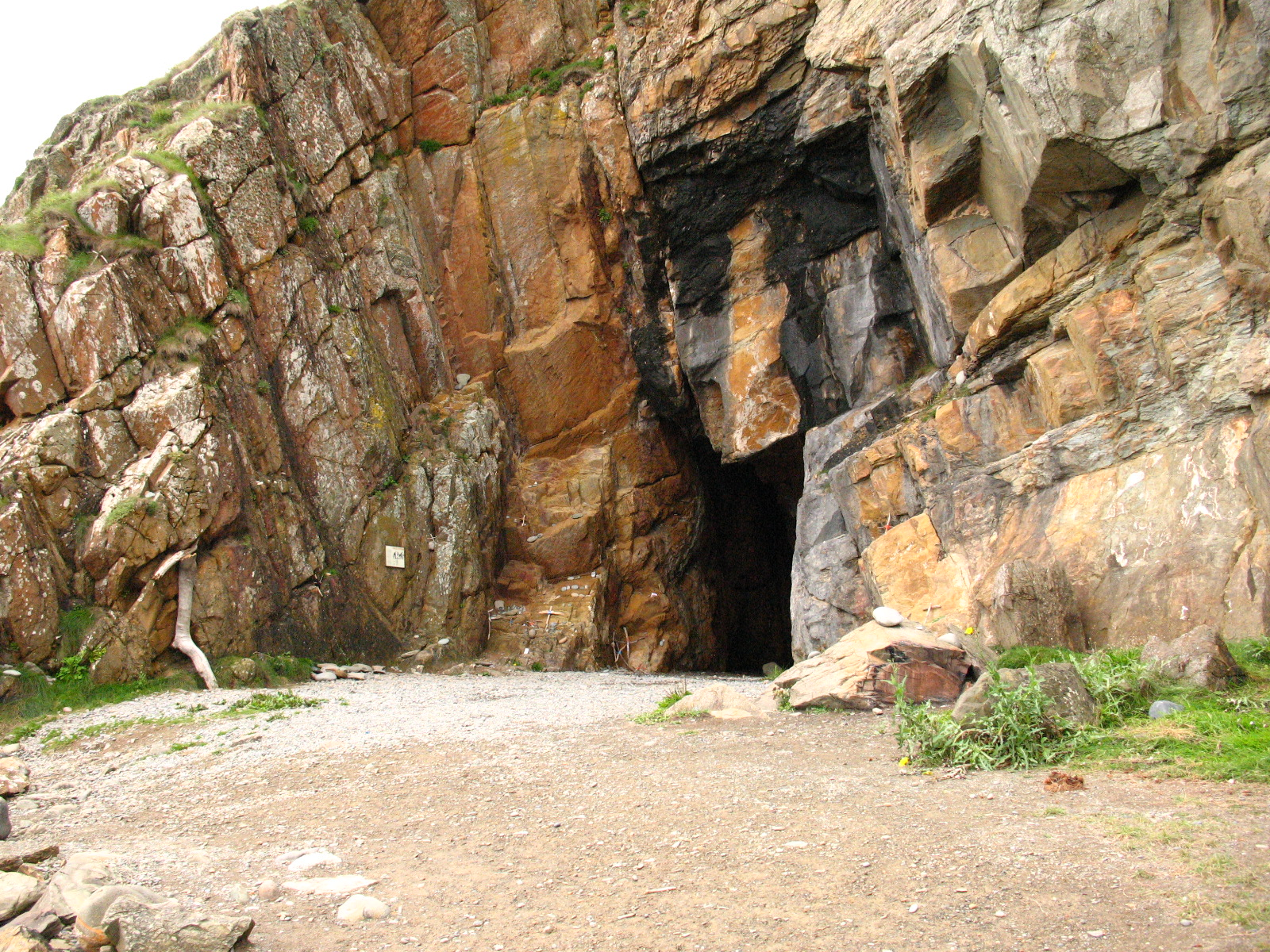
A chamada "Caverna de São Niniano", no estuário (firth) do Solway, supostamente utilizada como moradia por São Niniano.

A menção mais antiga de Niniano em Whithorn é numa curta passagem da "História Eclesiástica do Povo Inglês", do monge nortúmbrio Beda (c. 731). No século IX, o poema "Miracula Nyniae Episcopi" ("Milagres do Bispo Ninino") relata alguns dos milagres atribuídos a ele. Uma "Vita Sancti Niniani" ("Vida de São Niniano") foi escrita por volta de 1160 por Elredo de Rievaulx (Aelred) e, em 1639, James Ussher discute novamente Niniano em sua "Brittanicarum Ecclesiarum Antiquitates". Estas são as fontes sobre o santo e todas oferecem detalhes aparentemente inócuos sobre sua vida. Porém, não existe nenhuma evidência histórica inconteste sobre elas e todas as fontes seguiram agendas políticas e religiosas em seus relatos sobre São Niniano.
Segundo a tradição, Niniano seria um britano filho de um rei cristão e consagrado bispo em Roma. Ele teria se encontrado com São Martinho em Tours em seu caminho de volta e este teria enviado pedreiros com ele, a seu pedido, e eles teriam construído uma igreja de pedra, um edifício pouco usual entre os britanos, à beira-mar, chamado Candida Casa ("Ad Candidam Casam"). Ali, São Niniano fundou sua sé episcopal. O local seria Whithorn, na "província dos bernícios", segundo Beda. Ao saber da morte de São Martinho, Niniano dedicou sua igreja ele. Em seu trabalho missionário, Niniano teria ainda, segundo Elredo, convertido um poderoso "rei Tuduvallus" e viajado com o irmão dele, "Plebia". Finalmente, São Niniano estaria enterrado num sarcófago de pedra perto do altar de sua igreja "junto com muitos outros santos". Variações adicionais afirmam que ele teria partido para a Irlanda e morrido lá em 432. A data de seu nascimento deriva de uma menção tradicional a São Martinho, que morreu em 397.
Aelredo afirmou além disso que baseou muito do escreveu numa fonte escrita numa "língua bárbara", mas não há informação adicional nenhuma sobre ela. Elredo escreveu sua "Vita" em algum momento depois de passar dez anos na corte escocesa e de ter, por conta disso, formado estreitas relações com a família real escocesa e com Fergus de Galloway (que ajudaria a ressuscitar a Diocese de Galloway), ambos muito interessados em possuir um manuscrito tão elogioso sobre um santo escocês e de Galloway. Sua obra é o que Thomas Heffernan chama de "biografia sagrada", cujo objetivo era agradar a uma audiência politicamente ambiciosa.
Ussher afirma que Niniano teria deixado a Candida Casa e viajou para "Cluayn-coner", na Irlanda, onde morreu. Ele acrescenta que a mãe do santo seria uma princesa espanhola e que seu pai tentou recuperá-lo depois de ter concordado com seu treinamento eclesiástico. Skene atribui a "tradicional" data da morte de São Niniano, 16 de setembro de 432, à obra de Ussher, notando que esta data "não tem nenhuma autoridade". Além disso, a obra de Ussher tem sido frequentemente ridicularizada coo sendo histórias fictícias inventadas por ele ou manuscritos legítimos citados incorretamente para atender sua agenda. Ainda assim, ele certamente tinha acesso a manuscritos legítimos e contribuiu de alguma forma para as histórias tradicionais.

### Outras fontes

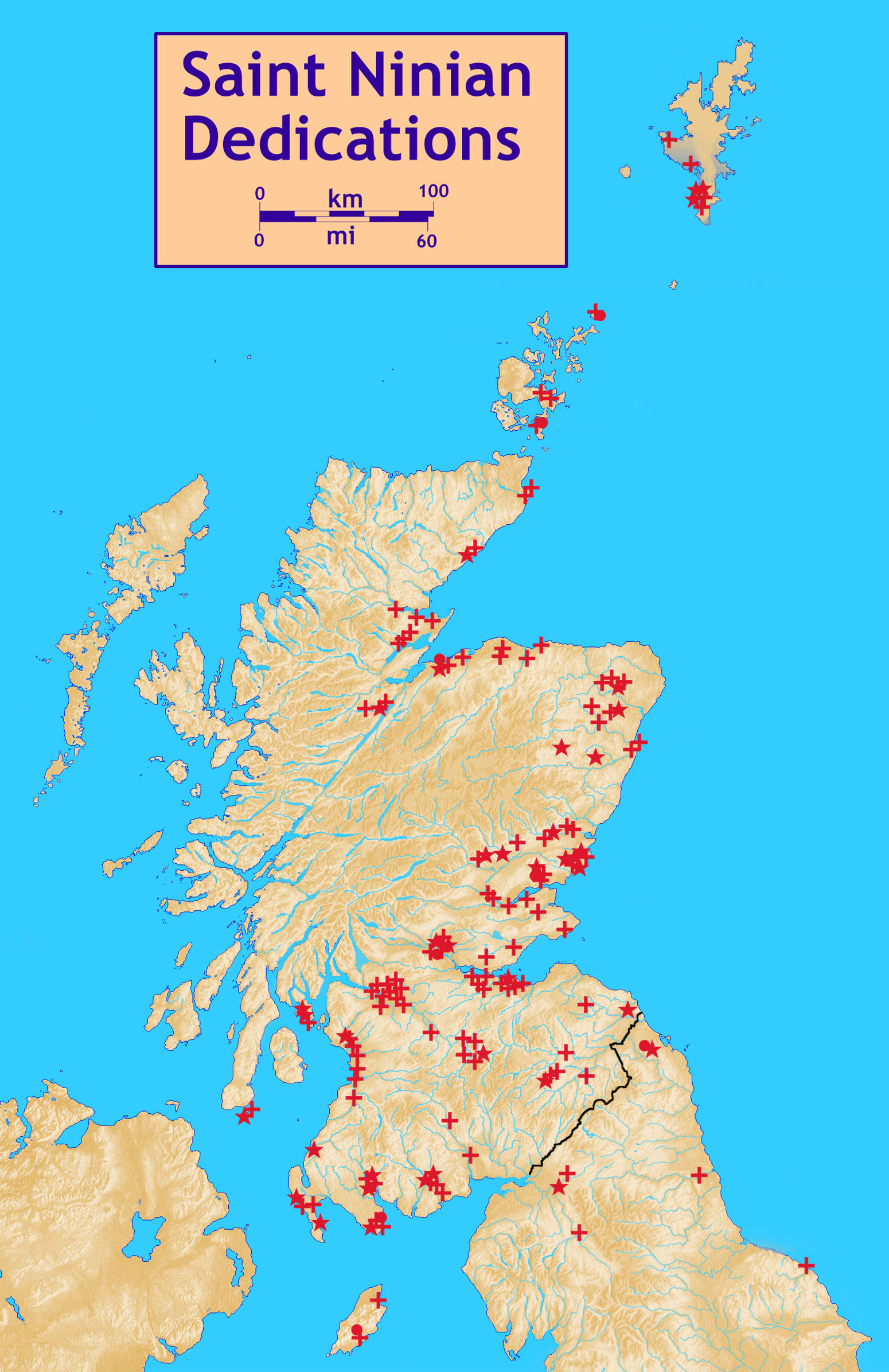
Dedicações a São Niniano.

Outros que escreveram sobre São Nininano utilizaram os relatos de Beda, Elredo, Ussher ou ainda derivados deles combinando informações de vários manuscritos. Entre eles estão João Capgrave (1393 – 1464), João de Tinmouth (fl. c. 1366), João Colgan (m. ca. 1657) e muitos outros até os dias de hoje.
Uma hagiografia anônima escrita no século VIII, Miracula Nynie Episcopi ('"Milagres do Bispo Niniano") é descartada como fonte não-histórica e cópias não estão amplamente disponíveis.

## Dedicações a São Niniano
Dedicações a São Niniano são expressões de respeito às boas obras atribuídas a ele e a autenticidade das histórias sobre não são relevantes neste sentido. Quase todas são de origem medieval, depois do relato de Elredo. Elas podem ser encontradas por toda a região habitada pelos antigos pictos na Escócia, nas ilhas Orkney e Shetland e em partes do norte da Inglaterra. As encontradas na Ilha de Man são da época da dominação escocesa medieval e não inspiradas nativamente.
Há dedicações ainda em East Donegal e Belfast; um local que ficava antigamente na costa de Belfast Lough era conhecido tradicionalmente como "St. Ninian's point" ("Ponto de São Niniano"), onde ele teria desembarcado depois de sua viagem a partir da Escócia. Há dedicações também em outros lugares do mundo de herança cultural escocesa, como Nova Scotia, no Canadá. A Catedral de São Niniano fica em Antigonish, Nova Scotia.
Por outro lado, é notável a falta de dedicações nas Terras Altas Escocesas e nas Hébridas.